# VfL Red Hocks Kaufering
Die Red Hocks Kaufering sind ein deutscher Floorballverein aus Kaufering im Landkreis Landsberg am Lech (Freistaat Bayern) und wurden im Jahr 2004 als Sparte im VfL Kaufering 1948 e. V. gegründet. Im Jahr 2007 folgte die erstmalige Teilnahme am geregelten Spielbetrieb und die Gründung einer Nachwuchsabteilung. Zwischen den Jahren 2011 und 2013 gelang der direkte Durchmarsch von der Regionalliga in die Bundesliga. In der höchsten deutschen Spielklasse konnte in der Premierensaison der dritte Platz sowie die Teilnahme am Pokal-Halbfinale errungen werden. 2016 kam man bis ins Pokalfinale, wo man dem Rekordmeister- und pokalsieger UHC Sparkasse Weißenfels 5:9 unterlag. In den Jahren 2011, 2013 und 2016 wurden die Red Hocks von der Regionalzeitung Landsberger Tagblatt zur Mannschaft des Jahres ausgezeichnet.
Nach zwölf Jahren Erstklassigkeit folgte 2025 nach der verlorenen Relegationsserie gegen den SC DHfK Leipzig der Abstieg in die 2. Bundesliga.

## 1. Herrenmannschaft

### Kader Saison 2022/2023
| Nummer | Nationalität | Name                   | Position       |
| ------ | ------------ | ---------------------- | -------------- |
| 1      | Deutschland  | Bürger, Dominik        | Tor            |
| 80     | Finnland     | Laitinen, Tero         | Tor            |
| 25     | Deutschland  | Winzinger, David       | Tor            |
| 3      | Deutschland  | Billes, Moritz         | Verteidigung   |
| 10     | Deutschland  | Brücklmayr, Christian  | Verteidigung   |
| 20     | Lettland     | Bracka, Arturs         | Verteidigung   |
| 22     | Deutschland  | Tobisch, Marco         | Verteidigung   |
| 28     | Lettland     | Luzinskis, Kriss       | Verteidigung   |
| 93     | Deutschland  | Heinzelmann, Tizian    | Verteidigung   |
| 9      | Schweiz      | Küchli, Jan            | Sturm          |
| 12     | Deutschland  | Wipfler, Daniel        | Sturm          |
| 14     | Finnland     | Väänänen, Leevi        | Sturm          |
| 17     | Deutschland  | Heinzelmann, Raphael   | Sturm          |
| 19     | Deutschland  | Rieß, Pascal           | Sturm          |
| 21     | Deutschland  | Szirbeck, Daniel       | Sturm          |
| 24     | Lettland     | Stiprais, Lauris Alvis | Sturm          |
| 29     | Deutschland  | Huppmann, Moritz       | Sturm          |
| 34     | Deutschland  | Richardon, Benedikt    | Sturm          |
| 37     | Deutschland  | Hutter, Tobias         | Sturm          |
| 47     | Deutschland  | Fellner, Jonas         | Sturm          |
| 68     | Deutschland  | Rieß, Martin           | Sturm          |
| 90     | Deutschland  | Keß, Marco             | Sturm (C)      |
| 98     | Deutschland  | Leonhardt, Moritz      | Sturm          |
| ##     | Deutschland  | Heinzelmann, Markus    | Cheftrainer    |
| ##     | Deutschland  | Huber, Christoph       | Co-Trainer     |
| ##     | Deutschland  | Wende, Justus          | Co-Trainer     |
| ##     | Deutschland  | Ullius, Marc           | Fitnesstrainer |

### Liga-Platzierungen
| Saison    | Liga                | Platzierung | Play-offs/-downs    |
| --------- | ------------------- | ----------- | ------------------- |
| 2008/2009 | Regionalliga Süd    | 5. Platz    | nicht qualifiziert  |
| 2009/2010 | Regionalliga Süd    | 3. Platz    | nicht qualifiziert  |
| 2010/2011 | Regionalliga Bayern | 3. Platz    | nicht qualifiziert  |
| 2011/2012 | Regionalliga Bayern | 1. Platz    | 1. Platz            |
| 2012/2013 | 2. Bundesliga       | 1. Platz    | 1. Platz            |
| 2013/2014 | Bundesliga          | 2. Platz    | 3. Platz            |
| 2014/2015 | Bundesliga          | 6. Platz    | 4. Platz            |
| 2015/2016 | Bundesliga          | 6. Platz    | Viertelfinale       |
| 2016/2017 | Bundesliga          | 6. Platz    | Viertelfinale       |
| 2017/2018 | Bundesliga          | 6. Platz    | Viertelfinale       |
| 2018/2019 | Bundesliga          | 8. Platz    | Klassenerhalt       |
| 2019/2020 | Bundesliga          | 7. Platz    | Klassenerhalt       |
| 2020/2021 | Bundesliga          | Ligaabbruch | Klassenerhalt       |
| 2021/2022 | Bundesliga          | 11. Platz   | Klassenerhalt       |
| 2022/2023 | Bundesliga          | 7. Platz    | Viertelfinale       |
| 2023/2024 | Bundesliga          | 12. Platz   | Klassenerhalt       |
| 2024/2025 | Bundesliga          | 12. Platz   | Relegation, Abstieg |
| 2025/2026 | 2. Bundesliga       |             |                     |

### Teilnahmen am Floorball Deutschland Pokal
| Saison    | Qualifikation | 1. Runde                 | 2. Runde                            | 3. Runde                        | Achtelfinale                   | Viertelfinale                       | Halbfinale                     | Finale                         |
| --------- | ------------- | ------------------------ | ----------------------------------- | ------------------------------- | ------------------------------ | ----------------------------------- | ------------------------------ | ------------------------------ |
| 2012/2013 | -             | Sportvg Feuerbach (10:0) | Unihockey Igels Dresden (3:4 n. V.) | -                               | -                              | -                                   | -                              | -                              |
| 2013/2014 | -             | (*)                      | SG Oelsa (32:0)                     | Unihockey Igels Dresden (4:2)   | Dümptener Füchse (4:3)         | BW Schenefeld 96 (5:2)              | UHC Sparkasse Weißenfels (6:8) | -                              |
| 2014/2015 | -             | (*)                      | MFBC Leipzig (6:9)                  | -                               | -                              | -                                   | -                              | -                              |
| 2015/2016 | -             | (*)                      | Floor Fighters Chemnitz (5:2)       | ESV Ingolstadt (6:4)            | UHC Weißenfels II (9:3)        | TV Eiche Horn Bremen (6:3)          | Red Devils Wernigerode (5:3)   | UHC Sparkasse Weißenfels (5:9) |
| 2016/2017 | -             | (*)                      | USV TU Dresden (12:5)               | Unihockey Igels Dresden (9:3)   | BAT Berlin (1:6)               | -                                   | -                              |                                |
| 2017/2018 | -             | (*)                      | Lumberjacks Rohrdorf (4:1)          | UHC Sparkasse Weißenfels (4:11) | -                              | -                                   | -                              | -                              |
| 2018/2019 | -             | (*)                      | SC DHfk Leipzig (6:2)               | Tollwut Ebersgöns (8:4)         | SSF Dragons Bonn (6:7 n. V.)   | -                                   | -                              | -                              |
| 2019/2020 | -             | (*)                      | Tübingen Sharks (5:3)               | SSF Dragons Bonn (6:5)          | Blau-Weiß Schenefeld (7:3)     | DJK Holzbüttgen (5:10)              | -                              | -                              |
| 2020/2021 | -             | (*)                      | Unihockey Igels Dresden II (10:0)   | Wettbewerbsabbruch wegen Corona | -                              | -                                   | -                              | -                              |
| 2021/2022 | (*)           | (*)                      | (*)                                 | TSG Erlensee (11:5)             | UHC Sparkasse Weißenfels (4:5) | -                                   | -                              | -                              |
| 2022/2023 | -             | (*)                      | (*)                                 | Frankfurt Falcons (21:0)        | FC Stern München (8:4)         | Floor Fighters Chemnitz (7:6 n. V.) | UHC Sparkasse Weißenfels (5:7) | -                              |

(*) = Freilos als Mitglied der 1. Floorball-Bundesliga (FBL)

### Interne Rekorde
Die Statistiken beziehen sich auf alle Großfeldspiele der 1. Herrenmannschaft ab der Saison 2009/2010.
| Platz | Spieler                 | Spiele |
| ----- | ----------------------- | ------ |
| 1.    | Marco Keß               | 294    |
| 2.    | Marco Tobisch           | 256    |
| 3.    | Tobias Hutter           | 253    |
| 4.    | Daniel Szirbeck         | 211    |
| 5.    | Maximilian Falkenberger | 199    |
| 6.    | Martin Klöck            | 167    |
| 7.    | Moritz Billes           | 157    |
| 8.    | Dennis Häringer         | 153    |
| 9.    | Dominik Bürger          | 138    |
| 10.   | Ricardo Wipfler         | 123    |

| Platz | Spieler                 | Punkte (T/A) |
| ----- | ----------------------- | ------------ |
| 1.    | Maximilian Falkenberger | 418          |
| 2.    | Tobias Hutter           | 340          |
| 3.    | Marco Tobisch           | 230          |
| 4.    | Daniel Szirbeck         | 211          |
| 5.    | Ricardo Wipfler         | 146          |
| 6.    | Tino von Pritzbuer      | 142          |
| 7.    | Moritz Leonhardt        | 126          |
| 8.    | Marco Keß               | 112          |
| 9.    | Dennis Häringer         | 110          |
| 10.   | Tim Hoidis              | 98           |

| Platz | Spieler                 | Tore |
| ----- | ----------------------- | ---- |
| 1.    | Maximilian Falkenberger | 250  |
| 2.    | Tobias Hutter           | 201  |
| 3.    | Marco Tobisch           | 109  |
| 4.    | Ricardo Wipfler         | 90   |
| 5.    | Tino von Pritzbuer      | 89   |
| 6.    | Dennis Häringer         | 86   |
| 7.    | Moritz Leonhardt        | 82   |
| 8.    | Marco Keß               | 73   |
| 9.    | Daniel Szirbeck         | 72   |
| 10.   | Jonas Fellner           | 47   |

| Platz | Spieler                 | Vorlagen |
| ----- | ----------------------- | -------- |
| 1.    | Maximilian Falkenberger | 168      |
| 2.    | Daniel Szirbeck         | 139      |
|       | Tobias Hutter           | 139      |
| 4.    | Marco Tobisch           | 121      |
| 5.    | Ricardo Wipfler         | 56       |
| 6.    | Tino von Pritzbuer      | 53       |
| 7.    | Tim Hoidis              | 52       |
| 8.    | Moritz Leonhardt        | 44       |
| 9.    | Daniel Wipfler          | 42       |
| 10.   | Marco Keß               | 39       |

| Platz | Spieler                 | Minuten |
| ----- | ----------------------- | ------- |
| 1.    | Tobias Hutter           | 193     |
| 2.    | Moritz Billes           | 80      |
| 3.    | Dennis Häringer         | 61      |
| 4.    | Julian Rüger            | 56      |
| 5.    | Benedikt Richardon      | 52      |
| 6.    | Marco Keß               | 48      |
| 7.    | Martin Klöck            | 44      |
| 8.    | Maximilian Falkenberger | 38      |
| 9.    | Marco Tobisch           | 36      |
| 10.   | Tizian Heinzelmann      | 32      |

Stand: 1. Mai 2024

### Nationalspieler
- Maximilian Falkenberger (50 Länderspiele für Deutschland)
- Tino von Pritzbuer (74 Länderspiele für Deutschland) – bis 2015 bei den Red Hocks
- Marco Tobisch (10 Länderspiele für Deutschland)
- Julian Rüger (17 Länderspiele für Deutschland) – von 2014 bis 2018 bei den Red Hocks
- Tim Hoidis (20 Länderspiele für Deutschland) – von 2011 bis 2015 bei den Red Hocks
- Martin Joscak (31 Länderspiele für die Slowakei) – von 2014 bis 2015 bei den Red Hocks
- Ricardo Wipfler (27 Länderspiele für U19-Deutschland)
- David Winzinger (11 Länderspiele für U19-Deutschland)
- Dominik Bürger (5 Länderspiele für U19-Deutschland)
- Jonas Fellner (3 Länderspiele für U19-Deutschland)
- Daniel Wipfler (10 Länderspiele für U19-Deutschland)
- Luis Rüger (6 Länderspiele für U19-Deutschland)

## 2. Herrenmannschaft
Die 2. Herrenmannschaft der Red Hocks Kaufering nimmt bereits seit einigen Jahren an der Regionalliga-Süd (Staffel Bayern) von Floorball Bayern teil. Mit dem Sieg der Süddeutschen Meisterschaft in der Saison 2021/22 waren sie berechtigt, in die 2. Floorball-Bundesliga von Floorball Deutschland aufzusteigen, was allerdings nicht wahrgenommen wurde. In der Saison 2023/2024 wurde die Mannschaft unter Trainer Tom Richardon ungeschlagen Bayerischer Meister. Vor heimischem Publikum holte sie schließlich im Finale gegen die United Lakers Konstanz den süddeutschen Meistertitel. Was sie 2024/2025 in derselben Finalpaarung wiederholte.

### Kader
| Tor                          | Verteidigung | Sturm | Trainer                                                          |
| ---------------------------- | --- | --- | ---------------------------------------------------------------- |
| David Winzinger Lucas Zoubek | Jonas Nieberle Kevin Keß Carolin Piorun Andreas Weh Justus Wende Julia Tobisch Tobias Widmann Simon Heinold Patrick Schindelmann | Lukas Wexenberger (C) Markus Eichenseer Sophia Dahme Marius Häderle Marc Lippert Andreas Negele Tobias Rietig Stephan Rietig Jessica Schwarz Luca Schmitz Lukas Schmitz Stefan Weh | Justus Wende (Spielertrainer) Lukas Wexenberger (Spielertrainer) |

## Nachwuchs

### Geschichte
Seit dem Jahr 2007 betreiben die Red Hocks Jugendarbeit. Zunächst gab es nur eine U17-Mannschaft, die sich bereits im zweiten Jahr ihres Bestehens die süddeutsche Meisterschaft gegen Calw Lions sichern konnte. Dieser erste Erfolg berechtigte zur erstmaligen Teilnahme an der Deutschen U17-Meisterschaft, wo am Ende der 6. Platz zu Buche stand.
Ab der Saison 2010/2011 gingen erstmals vier Jugendteams des Kauferinger Nachwuchses ins Rennen. Während die U9, U11 und U15 in ihren Altersklassen allesamt bayerischer Vizemeister wurden, gelang der U19 beinah der große Wurf. Bei der deutschen U19-Meisterschaft musste man sich erst im Finale dem TV Lilienthal geschlagen geben.
Die Folgesaison wurde schließlich die bis dato erfolgreichste. Während der U19 wieder der DM-Finaleinzug gelingt und der deutsche Meistertitel diesmal nach Kaufering geht, werden auch in den bayerischen Ligen Podestplätze eingefahren. Die U9 und die U17 holen nach teils spannenden Finals den 1. Platz.
Ab dem Sommer 2012 kann die Sparte Floorball beim VfL Kaufering erstmals von der U7 bis zur U17 nahezu jede Altersstufe anbieten. Wie schon im Vorjahr schaffen sämtliche Kinder- und Jugendteams in ihren bayerischen Ligen den Sprung unter die Top 3. Die U17 erringt nach dem bayerischen Titel sogar den deutschen Meistertitel.
Noch besser verläuft die darauffolgende Saison, als U9, U11 und U13 die bayerische Meisterschaft holen. Für die U13 geht die Spielzeit dadurch in die Verlängerung, auf der deutschen Meisterschaft schafft man es bis ins Halbfinale.
Im Floorballjahr 2014/15 kann der Nachwuchs seine Leistungen aus dem Vorjahr bestätigen. U11 und U13 verteidigen ihre Titel, die U15 dominiert ihre Liga ebenfalls und sichert sich mit dem Meistertitel die DM-Teilnahme. Außerdem gibt es erstmals eine weibliche Nachwuchsmannschaft, die in ihrer ersten Ligasaison den Titel in der U14-Mädelsliga erringen konnte.

### Größte Erfolge
| Mannschaft | Bayerische Meisterschaft   | Süddeutsche Meisterschaft                   | Deutsche Meisterschaft                             |
| ---------- | -------------------------- | ------------------------------------------- | -------------------------------------------------- |
| U7         | 1× Bayerischer Vizemeister | nicht ausgetragen                           | nicht ausgetragen                                  |
| U9         | 2× Bayerischer Meister     | nicht ausgetragen                           | nicht ausgetragen                                  |
| U11        | 4× Bayerischer Meister     | nicht ausgetragen                           | nicht ausgetragen                                  |
| U13        | 5× Bayerischer Meister     | Süddeutscher Meister 2014, 2018             | 1. Platz 2018, 2. Platz 2016 & 2017, 3. Platz 2014 |
| U14w       | 1× Bayerischer Meister     |                                             | 2. Platz 2017, 8. Platz 2016                       |
| U15        | 3× Bayerischer Meister     | Süddeutscher Meister 2018, 2022             | 1. Platz 2018 & 2022, 2. Platz 2015 & 2016         |
| U17        | 3× Bayerischer Meister     | Süddeutscher Meister 2009, 2012, 2018, 2022 | 1. Platz 2013 & 2019, 2. Platz 2018 & 2022         |
| U19        |                            | Süddeutscher Meister 2011                   | 2. Platz 2011, 1. Platz 2012                       |